# Bondariwśkyj
Bondariwśkyj (ukr. Бондарівський) – przystanek kolejowy w pobliżu miejscowości Bondariwka, w rejonie korosteńskim, w obwodzie żytomierskim, na Ukrainie. Położony jest na linii Kalinkowicze – Szepetówka.